# 黑暗元素三部曲
《黑暗元素三部曲》（英語：His Dark Materials）是一套由英国作家菲力普·普曼创作的奇幻小说三部曲。其中包括1995年出版的《北極光》（北美出版為《黃金羅盤》）、1997年出版的《奧秘匕首》和2000年出版的。
截至2008年《黑暗元素三部曲》已被翻譯20多種語言出版，並在全球發行近一千萬套。
作者普曼目前正執筆撰寫該系列的續篇《塵之書三部曲》。

## 三部曲

### 《北極光》（或者叫《黃金羅盤》）
萊拉·貝拉克自幼父母雙亡，在牛津的約旦學院中由諸位學者撫養教育，只是萊拉是個個性野蠻，常常說謊的人，常常到學院的屋頂或地窖探險，或者率領牛津街坊的玩伴與外來的吉普賽孩子打泥巴仗。這般無憂無慮的生活，自從萊拉偷偷潛入院長貴賓室後而改變，並展開了一場冒險。萊拉在旅程中將會發現，艾塞列公爵並非她的伯父，而是親生父親；而考爾特夫人則是萊拉的親生母親。

### 《奧秘匕首》
萊拉在一個充滿幽靈的城市喜喀則中遇見了威爾·派里，在威爾從前任匕首人取得奧秘匕首後，展開了一場穿越各個世界的冒險。而萊拉命運的預言亦完整地揭露出來。

### 《琥珀望遠鏡》
库尔特夫人出于对自己女儿莱拉的担心而倒戈。由阿斯里尔勋爵领导的反抗军，与摄政者梅塔特隆的军队正式展开厮杀。莱拉和威尔前往冥界释放了死者的灵魂，感情在他们两人之间萌芽，莱拉知道了关于自己的预言，而威尔也终于了解了自己的父亲。世界恢复平静，莱拉和威尔分别前往各自的世界生活。

## 主要角色
- 萊拉·貝拉克（Lyra Belacqua）
- 潘拉蒙 （Pantalaimon）
- 威尔·帕里（Will Parry）
- 考爾特夫人（Mrs. Coulter）
- 艾塞列公爵（Lord Asriel）
- 羅傑·帕斯洛（Roger Parslow）
- 歐瑞克·拜尼森（Iorek Byrnison）
- 約翰·法 （John Faa）
- 法德·克朗 （Farder Coram）
- 可斯塔媽媽（Ma Costa）
- 比利·可斯塔 （Billy Costa）
- 李·史科比 （Lee Scoresby）
- 席拉芬娜·帕可拉（Serafina Pekkala）

## 中文版本
2001年，上海譯文出版社買下了《黑暗元素三部曲》的出版權，至2006年出版完成。2007年當電影《黃金羅盤》上映時，上海譯文出版社推出了《黑暗元素三部曲》的再版，為每本書增加了導讀。
台灣譯本最初於2001年出版，由王晶翻譯。

## 獲獎及殊榮
三部曲中的首部《黃金羅盤》獲頒1995年的卡內基獎章，以及1996年的英國衛報兒童小說獎。2007年6月21日，該作更獲選為卡內基獎章歷年來得獎作品中的最佳作品，卡內基獎章評委會表示：「這本書重新定義了兒童文學，改變了人們看兒童讀物的視角和思維。」
第三部《琥珀望遠鏡》獲頒2001年的英國惠特布里德文学奖。
在2003年英國廣播公司（BBC）「大閱讀」活動票選的「有史以來最受讀者喜愛的小說」中，《黑暗元素三部曲》贏得6.3萬張選票，位居第三名，排在《魔戒》和《傲慢與偏見》之後:134。

## 改編作品
《黑暗元素三部曲》已被改編為各種形式的媒體，包括舞台劇與電影。2015年，當菲力普·普曼得知《黑暗元素》將被BBC改編為電視劇後便表示：「看到這個故事被改編成不同的形式、通過不同的媒體呈現，讓我獲得了源源不斷的樂趣。它被改成過廣播劇、舞台劇、有聲書、電影，還有漫畫，而現在又有了電視版本」。

### 舞台劇
2003年，《黑暗元素三部曲》被改編為舞台劇，於倫敦皇家劇院演出。

### 電影
2007年，新線影業製作、改編自《黑暗元素三部曲》首部曲的電影《黃金羅盤》上映，由克里斯·魏茲執導，戴可塔·普魯·李察士、妮可·基嫚、丹尼爾·克雷格、伊娃·葛林、伊恩·麥克連、克里斯多福·李等人主演。

### 電視劇
2015年11月，BBC宣布將製作《黑暗元素三部曲》的電視劇版，由新線影業和Bad Wolf公司共同製作。演員包括達芙妮·金、林-曼努爾·米蘭達、詹姆斯·麥艾維、露絲·威爾遜、露塔·格德米納斯等人。預定於2019年首播。